# Guapé
Guapé là một đô thị thuộc bang Minas Gerais, Brasil. Đô thị này có diện tích 934,598 km², dân số năm 2007 là 13152 người, mật độ 16 người/km².